# 20155 Утевіндолф
20155 Утевіндолф (20155 Utewindolf) — астероїд головного поясу, відкритий 13 жовтня 1996 року.
Тіссеранів параметр щодо Юпітера — 3,518.